# Laura Sánchez
Laura Aleida Sánchez Soto (* 16. Oktober 1985 in Mexiko-Stadt) ist eine mexikanische Wasserspringerin. Sie startet sowohl im Kunst- als auch im Turmspringen. In 3-m-Synchronwettbewerben springt sie zusammen mit Paola Espinosa.
Sánchez nahm bislang an drei Olympischen Spielen teil. 2004 in Athen wurde sie mit Espinosa Fünfte im 3-m-Synchronspringen, 2008 in Peking trat sie im Kunstspringen vom 3-m-Brett an und wurde Zehnte. Ihren sportlich bislang größten Erfolg erreichte Sánchez bei den 2012 in London, wo sie als erste Mexikanerin im Kunstspringen vom 3-m-Brett die Bronze-Medaille erringen konnte.
Ihren lange Zeit einzigen großen Erfolg erreichte sie bei der Weltmeisterschaft 2003 in Barcelona. Zusammen mit Espinosa gewann sie Bronze im 3-m-Synchronspringen. Auch bei Panamerikanischen Spielen konnte sie Medaillen gewinnen. 2003 in Santo Domingo zweimal Silber im 3-m- und 10-m-Synchronspringen und 2007 in Rio de Janeiro Silber vom 3-m-Brett und Gold im 3-m-Synchronspringen. Bei der Weltmeisterschaft 2011 in Shanghai wurde Sánchez Sechste vom 3-m-Brett und erreichte damit ihre bislang beste Einzelplatzierung bei Weltmeisterschaften. Bei den Panamerikanischen Spielen 2011 in Guadalajara gewann sie Gold im Einzel vom 3-m-Brett und mit Espinosa im 3-m-Synchronspringen. Mit ihrer Synchronpartnerin verpasste sie bei der Weltmeisterschaft 2013 in Barcelona mit dem 4. Platz im 3-m-Synchronspringen nur knapp eine Medaille und wurde im Einzel Achte.